# 눈그늘도마뱀붙이
눈그늘도마뱀붙이(Carphodactylus laevis)는 호주 퀸즐랜드주 북동부에 서식하는 도마뱀붙이류의 단형속 눈그늘도마뱀붙이속(Carphodactylus)의 일종이며, 카멜레온 게코(chameleon gecko)라고도 불린다. 속명 Carphodactylus는 '가지 발가락', 종명 laevis는 '부드러운'이라는 뜻이다.

## 형태
코에서 눈까지 눈그늘처럼 보이는 검은색 자국이, 고막 위에 작은 검은색 자국이 나있다. 윗부분은 갈색 바탕에, 척추를 따라 창백한 갈색 반점과 검은 반점이 나있다. 끊어지지 않은 꼬리는 짙은 갈색이거나 검은색 바탕에 네다섯 개의 순백의 줄무늬가 나있다. 뒷목에서 꼬리까지 척추가 도드라져있다. 사지는 길고 가늘다. 주둥이-항문 길이는 평균 13cm다.